# 富蒂加
富蒂加（英語：Futiga）是美屬薩摩亞圖圖伊拉島西南部的一個村莊。它位於帕果帕果西南七英里處的內陸。
富蒂加是法加特萊灣遺址(Fagatele Bay Site)的所在地，該考古遺址於1997年被列入國家史蹟名錄。
富蒂加 (Futiga) 是美國最南端的城鎮。玫瑰環礁 (Rose Atoll)更靠南，但玫瑰環礁無人居住。
根據2010年美國人口普查的數據顯示，居住於富蒂加的人口為723人。